# Mannaricium

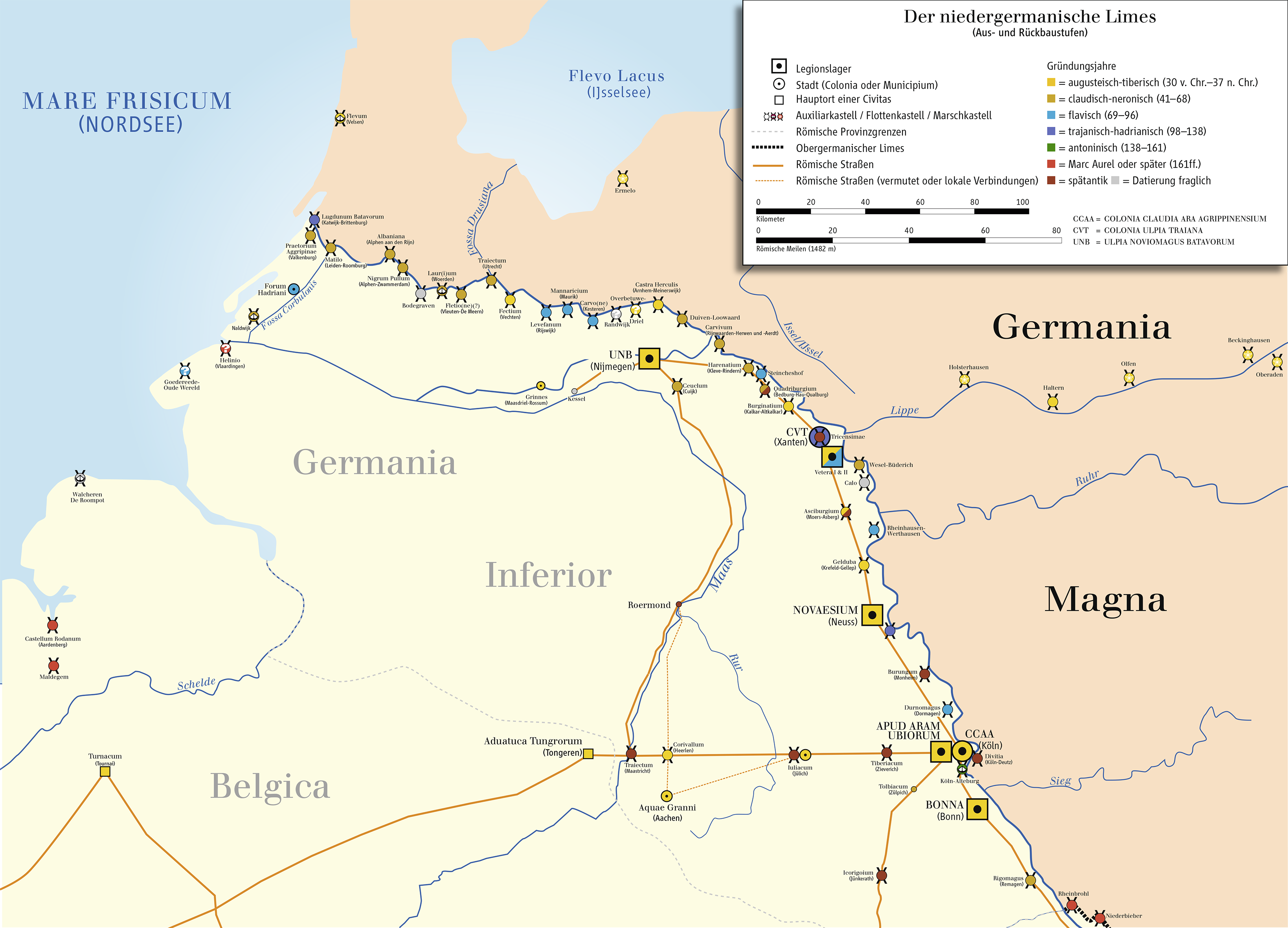
Mannaricium im Verlauf des Niedergermanischen Limes

Mannaricium (auch: Mannaritio), das Kastell Maurik, war ein römisches Auxiliarkastell des Niedergermanischen Limes, seit 2021 Bestandteil des UNESCO-Weltkulturerbes ist. Das ehemalige Militärlager lag auf dem Gebiet von Maurik, einem Dorf der Gemeinde Buren in der niederländischen Provinz Gelderland.

## Lage und Forschungsgeschichte
Aus dem Itinerarium Antonini ist bekannt, dass Mannaricium 15 Leugen von Traiectum/Utrecht entfernt lag. Es befand sich am südlichen Ufer des Rheins im Gebiet zwischen dem heutigen Stromverlauf und dem nördlichen Ortsrand des Dorfes Maurik. Spuren des Lagers und eines anzunehmenden Vicus sind heute nicht mehr erhalten, da der ursprüngliche Kastellplatz durch den mäandrierenden Fluss zerstört wurde. Der Ort konnte jedoch bei Auskiesungsarbeiten in den Jahren 1972 und 1973 durch die hohe Konzentration eindeutiger Funde (insbesondere Münzen, Fibeln und Baumaterialien) zweifelsfrei lokalisiert werden.

## Geschichte, Befunde und Funde
Mannaricium wurde vermutlich nach Ende des Bataveraufstands, im Jahr 70 n. Chr. gegründet und war bis zur zweiten Hälfte des 3. Jahrhunderts belegt. Es wurde zunächst in Holz-Erde-Bauweise, später sukzessive als Steinkastell ausgeführt. Als dort stationierte Truppen sind die Cohors II Thracum equitata („2. thrakische teilberittene Kohorte“) und die Cohors II Hispanorum equitata („2. spanische teilberittene Kohorte“) inschriftlich nachgewiesen. Die Thraker waren vermutlich von 70 bis zum Jahr 83, die Spanier bis 116 in Mannaricium stationiert. Möglicherweise wurde das Kastell in den frühesten Jahren seiner Existenz von beiden Einheiten gleichzeitig genutzt. Weitere Inschriftenfunde verweisen auf eine jenseits des Rheins gelegene Legionsziegelei, die Tegularia transrhenana sowie auf die Anwesenheit von Vexillationen oder Baukommandos der Legio XXII Primigenia Pia Fidelis, der Legio XXX und der Legio I Minervia Pia Fidelis Antoniniana. Die Auflassung des Kastells steht möglicherweise in Zusammenhang mit der Gründung des gallischen Sonderreiches. Von einer neuerlichen Besiedlung des Platzes in der ersten Hälfte des vierten Jahrhunderts (um 330) ist nicht geklärt, ob diese ebenfalls eine militärische Funktion hatte oder rein zivilen Zwecken diente.